# افرسوینکل
افرسوینکل (به آلمانی: Everswinkel) یک شهر در آلمان است که در Warendorf واقع شده‌است. افرسوینکل ۹٬۴۹۹ نفر جمعیت دارد.